# Commentary
Commentary ist eine US-amerikanische Monatszeitschrift, die 1945 vom American Jewish Committee ins Leben gerufen wurde. Die einflussreiche Publikation bezeichnet sich selbst als die „bedeutendste meinungsbildende Monatsschrift und eine entscheidende Stimme im amerikanischen intellektuellen Leben“ wie auch als das „Flaggschiff des Neokonservatismus in den USA“ seit den 1970er Jahren. Die Redaktion bemerkt: „eine große Zahl von Artikeln kann zu den Meilensteinen amerikanischen Schrifttums und intellektuellen Lebens gerechnet werden.“
Commentary wird in New York verlegt. Da die Juli-/August-Ausgaben kombiniert werden, erscheint das Magazin elf Mal jährlich.

## Gründer und bisherige Herausgeber
Gründer und erster Herausgeber bzw. Chefredakteur war Elliot E. Cohen. Nach dessen Tod 1959 übernahm Norman Podhoretz die Chefredaktion; er leitete die Zeitschrift bis 1995. Er verfasste regelmäßig teilweise recht umfangreiche Artikel zu tagespolitischen Themen wie etwa die Irak-Strategie oder zur Bush-Doktrin, die in ihrem ideologischen Kern auf das Wirken der Neocons zurückzuführen ist. Derzeit (Stand: Anfang 2024) ist sein Sohn John Podhoretz der Herausgeber.

## Themen und Standpunkte
Hauptthemen von Commentary sind politische und internationale Angelegenheiten, Soziales, Kultur und Kunst sowie das Judentum. Viele Artikel und Beiträge vertraten ursprünglich säkulare jüdisch-US-amerikanische Standpunkte, wie auch die meisten Autoren Juden waren, bisweilen Emigranten wie z. B. Hannah Arendt. Sogar Paul Celan, aber auch Golo und dessen Vater Thomas Mann publizierten in Commentary.
Seit den 1970er Jahren wandten sich jedoch eher liberale bzw. linksorientierte Autoren zunehmend von Commentary ab; zwischen Norman Podhoretz und zahlreichen ehemaligen Freunden und Weggefährten kam es zum offenen Bruch, worüber der neben Irving Kristol (dem godfather) wohl herausragendste Neocon ein Buch verfasst hat.
„Die Wurzeln von vielem der nunmehr diskreditierten Politik der Bush-Regierung kann man im ‘Commentary Magazine’ vor über 50 Jahren finden“, stellte Nathan Abrams dazu fest. „‘Commentary’ war das Vehikel (oder die ‚Seifenkiste‘, wie es die ‚New York Times‘ nannte) für die Konzeption, den Reifeprozess, die Geburt und die Umgestaltung des Neokonservatismus von einer kleinen Bewegung zur Philosophie im unmittelbaren Zentrum der Macht.“ (Vgl. dazu Bush-Doktrin)

## Leserschaft
Nach wie vor hebt sich Commentary von anderen ausgewiesen rechten bzw. (neo-)konservativen Publikationen durch seinen ausgesprochen elitären Anspruch ab. Es rekrutiert sein Publikum überwiegend aus Meinungsführern und Verantwortlichen in der Politik, der Verwaltung, der Wissenschaft, der Kultur und solchen in der Medienlandschaft.

## Bekannte Autoren
- James Baldwin
- Daniel Bell
- Saul Bellow
- Francis Fukuyama
- Midge Decter
- Leslie Fiedler
- Joseph Heller
- Irving Howe
- Donald Kagan
- Jeane Kirkpatrick
- Irving Kristol
- Walter Laqueur
- Bernard Lewis
- Norman Mailer
- Bernard Malamud
- George Orwell
- Daniel Patrick Moynihan
- Philip Roth
- Lionel Trilling